# Lista de rios de Angola
Esta página lista os principais rios de Angola.

## B
- Bamba
- Bengo
- Bentiaba
- Bero
- Binga
- Bambi

## C

Central Hidrelétrica do Biópio, Rio Catumbela.

- Caculuvar[1]
- Caema
- Calamba
- Cambambe
- Cambo
- Cambongo-Negunza
- Carília
- Cassai
- Cassolobir
- Catumbela
- Cavaco
- Cavele
- Cazanga
- Chicapa
- Chiluango
- Chiouco
- Chiquela
- Chiumbe
- Congo ou Zaire
- Coporolo
- Cuando
- Cuango
- Cuanza[2]
- Cubal-Quicombo
- Cubango
- Cuchi
- Cuchi
- Cuebe
- Cuemba
- Cuílo
- Cuito
- Cunene[1]
- Cunenga
- Cuquendo
- Curoca
- Cussoi
- Cutato
- Cuvo-Queve

## D
- Dala
- Dande

## E
- Engiva-Uiri
- Evale

## G
- Giraul
- Gove
- Gulungo

## I
- Inde
- Indo
- Ipembe

## L
- Lai
- Landa
- Loge
- Longa
- Lua
- Luachimo
- Luai
- Luambimbe
- Luamguimba
- Luando
- Luanginga
- Luangue-Lucala
- Lucala[2]
- Luembe
- Luena
- Lui
- Luiana
- Lulu
- Lungué-Bungo

## M
- Malanje
- Mazungue
- Mebridege

## O
- Onzo

## Q
- Que[3]
- Queve

## S
- Sanga-Tangaio
- Silo

## U
- Uango
- Unjoa-Sanjoa
- Utembo

## Z
- Zadi
- Zambeze